# Playa de Cabopino

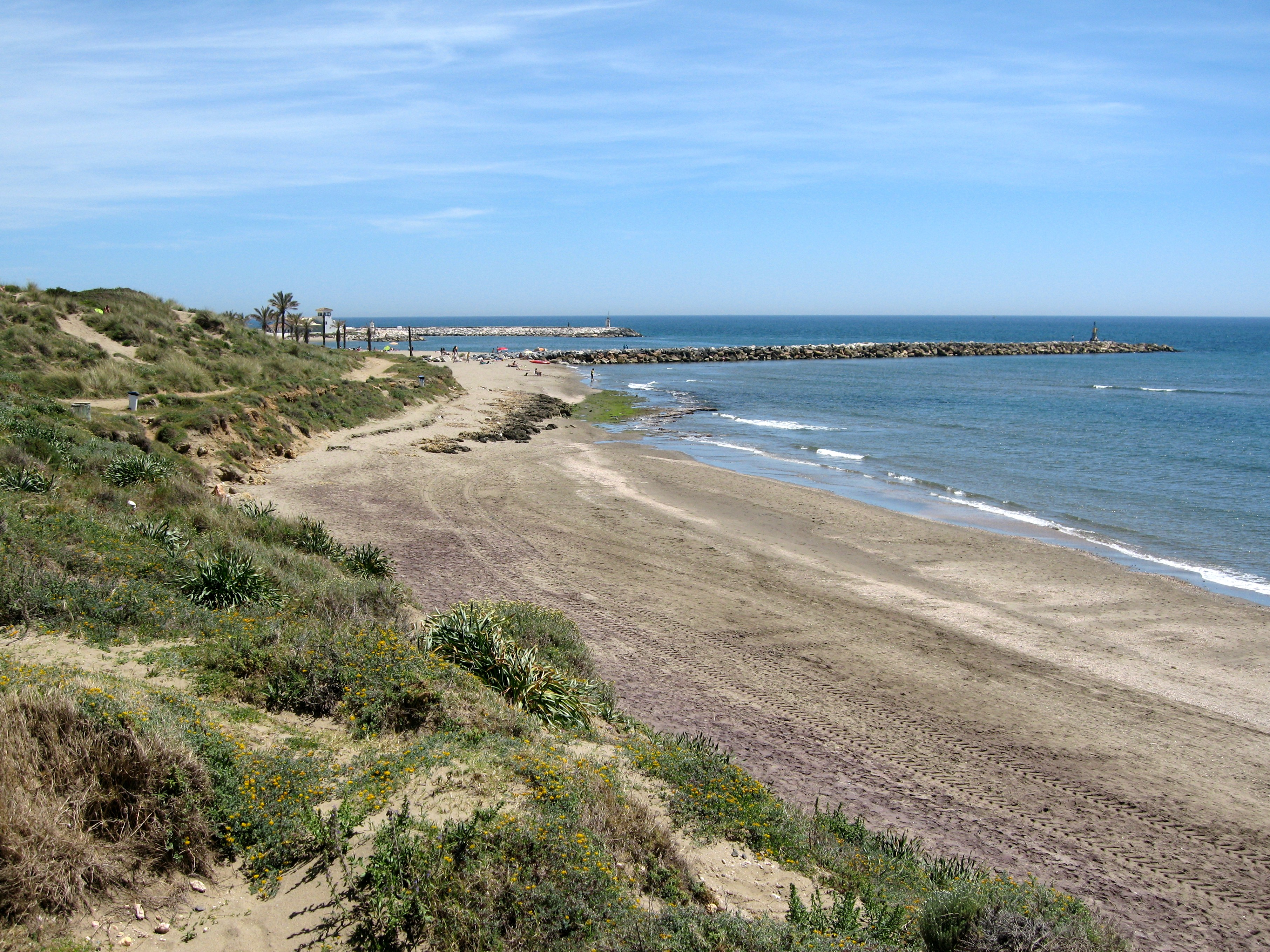
Vista de la playa de Cabopino.

La Playa de Cabopino, también llamada playa de Artola, es una playa de Marbella, en la Costa del Sol de la provincia de Málaga, Andalucía, España. Se trata de una playa aislada de arena dorada y oleaje moderado, situada en una zona natural protegida llamada Dunas de Artola y junto al puerto de Cabopino, en el distrito de Las Chapas. Tiene unos 1.200 metros de longitud y unos 30 metros de anchura media. Es una playa con un grado de ocupación medio y con una zona nudista.